# Петер, Хайнрих
Карл-Аугуст (Хайнрих) Петер (нем. Karl-August (Heinrich) Peter; 13 июня 1910, Гейдельберг — неизвестно) — немецкий хоккеист на траве, полузащитник. Серебряный призёр летних Олимпийских игр 1936 года.

## Биография
Хайнрих Петер родился 13 июня 1910 года.
Играл в хоккей на траве за «Гейдельберг».
В 1936 году вошёл в состав сборной Германии по хоккею на траве на летних Олимпийских играх в Берлине и завоевал серебряную медаль. Играл на позиции полузащитника, провёл 1 матч, мячей не забивал.
В 1930—1938 годах провёл за сборную Германии 5 матчей.
О дальнейшей жизни данных нет.